# Pietro Chiarini
Pietro Chiarini (Brescia, 1717 - [...?], 1765) fou un compositor italià.
Només sabem de Chiarini que va escriure les òperes: Argenide, Achille in Sciro (1739), Statira (1742), i Selinunte (1774).